# Microcottus
Microcottus és un gènere de peixos pertanyent a la família dels còtids.

## Taxonomia
- Microcottus matuaensis (Yabe & Pietsch, 2003)[4]
- Microcottus sellaris (Gilbert, 1896)[5][6][7][8][9][10]